# Julia Lohoff
Julia Lohoff (* 13. April 1994 als Julia Wachaczyk in Bielefeld) ist eine deutsche Tennisspielerin. Sie spielt für den Verein Tennispark Versmold.

## Karriere
Lohoff spielt vor allem auf Turnieren des ITF Women’s World Tennis Tour, bei denen sie bislang neun Einzel- und 33 Doppeltitel gewonnen hat.
2018 spielte sie in Nürnberg erstmals im Hauptfeld eines WTA-Turniers. Am 8. März 2020 triumphierte sie im Finale beim WTA-Turnier in Lyon im Doppel an der Seite von Laura-Ioana Paar gegen Lesley Pattinama Kerkhove/Bibiane Schoofs mit 7:5 und 6:4. In der Saison 2021 erreichte sie das Halbfinale beim WTA-Turnier in Charleston und eine Woche später beim WTA-Turnier in Istanbul. Daraufhin zog sie erstmals in die Top 100 der WTA-Rangliste ein.

## Turniersiege

### Einzel
| Nr. | Datum             | Turnier             | Kategorie   | Belag     | Finalgegnerin       | Ergebnis      |
| --- | ----------------- | ------------------- | ----------- | --------- | ------------------- | ------------- |
| 1.  | 18. August 2013   | Ratingen            | ITF $10.000 | Sand      | Tamara Korpatsch    | 6:3, 4:6, 6:4 |
| 2.  | 5. Juli 2015      | Amarante            | ITF $10.000 | Hartplatz | Cristiana Ferrando  | 7:5, 6:4      |
| 3.  | 9. August 2015    | Bursa               | ITF $10.000 | Hartplatz | Melis Sezer         | 6:4, 6:4      |
| 4.  | 7. Februar 2016   | Scharm asch-Schaich | ITF $10.000 | Hartplatz | Sofja Schuk         | 4:6, 6:4, 6:3 |
| 5.  | 1. Mai 2016       | Scharm asch-Schaich | ITF $10.000 | Hartplatz | Samantha Murray     | 6:3, 6:4      |
| 6.  | 31. Juli 2016     | Savitaipale         | ITF $10.000 | Sand      | Georgia Brescia     | 6:4, 6:1      |
| 7.  | 12. November 2016 | Scharm asch-Schaich | ITF $10.000 | Hartplatz | Elena-Teodora Cadar | 7:65, 6:2     |
| 8.  | 26. März 2017     | Scharm asch-Schaich | ITF $15.000 | Hartplatz | Jodie Anna Burrage  | 2:6, 6:3, 6:2 |
| 9.  | 24. März 2019     | Scharm asch-Schaich | ITF W15     | Hartplatz | Indy de Vroome      | 6:3, 6:2      |

### Doppel
| Nr. | Datum              | Turnier             | Kategorie         | Belag             | Partnerin              | Finalgegnerinnen                          | Ergebnis           |
| --- | ------------------ | ------------------- | ----------------- | ----------------- | ---------------------- | ----------------------------------------- | ------------------ |
| 1.  | 2. Oktober 2011    | Plowdiw             | ITF $10.000       | Sand              | Dinah Pfizenmaier      | Clelia Melena Stefanie Rubini             | 6:4, 7:5           |
| 2.  | 27. Juli 2013      | Tampere             | ITF $10.000       | Sand              | Nina Zander            | Emma Laine Piia Suomalainen               | 6:4, 6:4           |
| 3.  | 13. November 2014  | Iraklio             | ITF $10.000       | Hartplatz         | Natalia Siedliska      | Anita Husarić Marine Partaud              | 6:2, 6:72, [10:6]  |
| 4.  | 8. August 2015     | Bursa               | ITF $10.000       | Hartplatz         | Nora Niedmers          | Katharina Hering Mirabelle Njoze          | 6:1, 6:1           |
| 5.  | 21. August 2015    | Izmir               | ITF $10.000       | Hartplatz         | Nora Niedmers          | Ayla Aksu Arina Folts                     | 7:64, 6:4          |
| 6.  | 19. September 2015 | Bol                 | ITF $10.000       | Sand              | Lenka Kunčíková        | Karin Kennel Iva Primorac                 | 6:3, 4:6, [10:6]   |
| 7.  | 25. Oktober 2015   | Iraklio             | ITF $10.000       | Hartplatz         | Weronika Kapschaj      | Estelle Cascino María Martínez Martínez   | 6:2, 6:4           |
| 8.  | 21. November 2015  | El-Kantaoui         | ITF $10.000       | Hartplatz         | Margarita Lasarewa     | Bianka Békefi Szabina Szlavikovics        | 6:4, 6:4           |
| 9.  | 6. Februar 2016    | Scharm asch-Schaich | ITF $10.000       | Hartplatz         | Nora Niedmers          | Ola Abou Zekry Kamila Kerimbajewa         | 6:2, 6:2           |
| 10. | 16. April 2016     | Scharm asch-Schaich | ITF $10.000       | Hartplatz         | Melanie Klaffner       | Katie Boulter Oleksandra Korashvili       | 6:4, 2:6, [13:11]  |
| 11. | 25. Juni 2016      | Kaltenkirchen       | ITF $10.000       | Sand              | Katharina Hobgarski    | Bianka Békefi Charlotte Roemer            | 6:4, 6:2           |
| 12. | 23. Juli 2016      | Tampere             | ITF $10.000       | Sand              | Emma Laine             | Mia Nicole Eklund Katharina Hering        | 6:2, 6:3           |
| 13. | 12. November 2016  | Scharm asch-Schaich | ITF $10.000       | Hartplatz         | Julia Terzyiska        | Bianka Békefi Szabina Szlavikovics        | 6:4, 4:6, [10:1]   |
| 14. | 19. November 2016  | Scharm asch-Schaich | ITF $10.000       | Hartplatz         | Barbara Bonić          | Elena-Teodora Cadar Britt Geukens         | 7:5, 4:6, [10:6]   |
| 15. | 4. März 2017       | Scharm asch-Schaich | ITF $15.000       | Hartplatz         | Weronika Kapschaj      | Pemra Özgen Ana Vrljić                    | 6:4, 2:6, [10:5]   |
| 16. | 15. Juli 2017      | Versmold            | ITF $60.000       | Sand              | Katharina Gerlach      | Misa Eguchi Akiko Omae                    | 4:6, 6:1, [10:7]   |
| 17. | 23. Juli 2017      | Aschaffenburg       | ITF $25.000       | Sand              | Katharina Hobgarski    | Yuki Kristina Chiang Lisa Ponomar         | 6:3, 2:6, [10:3]   |
| 18. | 11. August 2017    | Chiswick            | ITF $25.000       | Hartplatz         | Laura-Ioana Andrei     | Katy Dunne Eliza Kostowa                  | 7:5, 7:5           |
| 19. | 4. November 2017   | Scharm asch-Schaich | ITF $15.000       | Hartplatz         | Emilie Francati        | Linnéa Malmqvist Naomi Totka              | 7:66, 6:75, [10:3] |
| 20. | 11. November 2017  | Scharm asch-Schaich | ITF $15.000       | Hartplatz         | Romy Kölzer            | Paulina Czarnik Wang Danni                | 6:3, 7:5           |
| 21. | 16. Juni 2018      | Essen               | ITF $25.000       | Sand              | Katharina Gerlach      | Diāna Marcinkēviča Chanel Simmonds        | 6:4, 2:6, [10:6]   |
| 22. | 24. August 2018    | Braunschweig        | ITF $25.000       | Sand              | Anastasia Zarycká      | Cornelia Lister Diāna Marcinkēviča        | 6:4, 3:6, [11:9]   |
| 23. | 26. Januar 2019    | Stuttgart-Stammheim | ITF W15           | Hartplatz (Halle) | Laura-Ioana Andrei     | Eleonora Molinaro Daniela Vismane         | 7:5, 6:0           |
| 24. | 16. März 2019      | Scharm asch-Schaich | ITF W15           | Hartplatz         | Melanie Klaffner       | Noa Liauw a Fong Merel Hoedt              | 6:2, 6:2           |
| 25. | 23. März 2019      | Scharm asch-Schaich | ITF W15           | Hartplatz         | Angelina Gabujewa      | Linnéa Malmqvist Alina Silitsch           | 7:5, 7:65          |
| 26. | 28. Juli 2019      | Horb am Neckar      | ITF W25           | Sand              | Katharina Gerlach      | Albina Xabibulina Sopia Schapatawa        | 6:1, 6:3           |
| 27. | 20. Oktober 2019   | Sevilla             | ITF W25           | Sand              | Marie Benoit           | Eva Guerrero Álvarez Arantxa Rus          | 6:0, 6:73, [10:4]  |
| 28. | 2. November 2019   | Petingen            | ITF W25           | Hartplatz (Halle) | Laura-Ioana Paar       | Katarzyna Piter Arantxa Rus               | 7:611, 1:6, [11:9] |
| 29. | 8. März 2020       | Lyon                | WTA International | Hartplatz (Halle) | Laura-Ioana Paar       | Lesley Pattinama Kerkhove Bibiane Schoofs | 7:5, 6:4           |
| 30. | 19. September 2020 | Cagnes-sur-Mer      | ITF W80           | Sand              | Samantha Murray Sharan | Paula Kania-Choduń Katarzyna Piter        | 7:5, 6:2           |
| 31. | 20. Februar 2021   | Altenkirchen        | ITF W25           | Teppich (Halle)   | Paula Kania-Choduń     | Viktorija Golubic Ylena In-Albon          | 7:65, 6:4          |
| 32. | 3. September 2022  | Prag                | ITF W60           | Sand              | Elixane Lechemia       | Linda Klimovičová Dominika Šalková        | 7:5, 7:5           |
| 33. | 15. April 2023     | Chiasso             | ITF W60           | Sand              | Emily Appleton         | Andreea Mitu Nadia Podoroska              | 6:1 6:2            |
| 34. | 26. Mai 2023       | Grado               | ITF W60           | Sand              | Emily Appleton         | Sofja Lansere Anna Sisková                | 3:6, 6:4, [11:9]   |
| 35. | 19. November 2023  | Colina              | WTA Challenger    | Sand              | Conny Perrin           | Lucciana Pérez Alarcón Daniela Seguel     | 7:64, 6:2          |

## Abschneiden bei Grand-Slam-Turnieren

### Doppel
| Turnier         | 2020 | 2021 | 2022 | Karriere |
| --------------- | ---- | ---- | ---- | -------- |
| Australian Open | —    | —    | 1    | 1        |
| French Open     | 1    | 1    | 1    | 1        |
| Wimbledon       |      | 2    | 1    | 2        |
| US Open         | —    | 1    | —    | 1        |

## Persönliches
Im Sommer 2021 heiratete Julia Wachaczyk Tim Lohoff und nahm seinen Familiennamen an.